# Trillium sulcatum
Espèce
Classification APG III (2009)
Trillium sulcatum est une espèce de plantes herbacées, vivaces et rhizomateuses de la famille des Melanthiaceae (classification APG III).
En classification classique (Cronquist), elle était placées parmi les Liliaceae.

## Description
Cette espèce, qui remplace le Trille rouge dans le sud-est des États-Unis, fleurit au printemps dans les forêts fraîches et le long des rivières. La fleur, de 4 à 10 cm de diamètre à larges pétales rouges à extrémité renversée, est portée par un pédoncule dressé ou légèrement recourbé. Les feuilles obovales à elliptiques sont acuminées. Le fruit est une baie rouge.

## Aire de répartition
Du sud des Virginies, au nord de la Géorgie et de l’Alabama.

## Synonyme
- Trillium sulcatum f. albolutescens T.S.Patrick

## Divers
Certains plants ont des fleurs jaune pâle, ce qui avait amenés à les placer dans une forme à part (Trillium sulcatum f. albolutescens) mais celle-ci n'est plus reconnue.

## Sources
- Frederick W. Case, Jr. & Roberta B. Case, Trilliums, Timber Press, 1997  (ISBN 0-88192-374-5)